# Aleksiej Ostapienko
Aleksiej Aleksandrowicz Ostapienko (ros. Алексей Александрович Остапенко; ur. 26 maja 1986 w Saratowie) – rosyjski siatkarz, reprezentant kraju, grający na pozycji środkowego. Powołanie do kadry narodowej otrzymał w 2007 roku. Od sezonu 2016/2017 występuje w drużynie Dinamo Moskwa. W 2008 roku w Pekinie zdobył brązowy olimpijski. Jest żonaty z rosyjską pływaczką - Stanisławą Komarową.

## Sukcesy klubowe
Puchar Rosji:
- 2006, 2008

Liga Mistrzów:
- 2010
- 2007, 2011

Mistrzostwo Rosji:
- 2008
- 2007, 2011, 2012, 2017
- 2010, 2018

Superpuchar Rosji:
- 2008, 2009

Puchar CEV:
- 2012
- 2014

## Sukcesy reprezentacyjne
Mistrzostwa Europy Juniorów:
- 2004

Mistrzostwa Świata Juniorów:
- 2005

Liga Światowa:
- 2007
- 2006, 2008

Mistrzostwa Europy:
- 2007

Puchar Świata:
- 2007

Igrzyska Olimpijskie:
- 2008

Memoriał Huberta Jerzego Wagnera:
- 2017

## Nagrody indywidualne
- 2005– Najlepszy blokujący i serwujący Mistrzostw Świata Juniorów
- 2007– Najlepszy serwujący Pucharu Rosji